# Oudemansia georgia
Oudemansia georgia är en urinsektsart som beskrevs av Christiansen och Bellinger 1980. Oudemansia georgia ingår i släktet Oudemansia och familjen Neanuridae. Inga underarter finns listade i Catalogue of Life.